# Sarcophaga tritonia
Sarcophaga tritonia är en tvåvingeart som först beskrevs av Macquart 1851.  Sarcophaga tritonia ingår i släktet Sarcophaga och familjen köttflugor. Inga underarter finns listade i Catalogue of Life.